# Wilhelm Süssmann
Wilhelm Süssmann (Usedom, 16 settembre 1891 – Creta, 20 maggio 1941) è stato un generale tedesco durante la seconda guerra mondiale.
La sua figura divenne particolarmente nota in quanto fu vittima insieme ad altri nove militari dell'abbattimento del velivolo sul quale era in volo mentre si trovava a dirigere le operazioni della Battaglia di Creta nel 1941. Il suo corpo, recuperato sull'Isola di Egina, venne sepolto successivamente nel cimitero militare tedesco di Dionyssos-Rapendoz in Grecia.